# سيمون كارينغتون
سيمون كارينغتون (بالإنجليزية: Simon Carrington)‏ هو مغني بريطاني، ولد في 1942 في ويلتشاير في المملكة المتحدة.

## وصلات خارجية
- سيمون كارينغتون على موقع IMDb (الإنجليزية)
- سيمون كارينغتون على موقع ميوزك برينز (الإنجليزية)
- سيمون كارينغتون على موقع ديسكوغز (الإنجليزية)
- سيمون كارينغتون على موقع ديسكوغز (الإنجليزية)